# Fuga dalla follia
Fuga dalla follia (titolo originale Sacred) è il terzo romanzo di Dennis Lehane della serie dedicata agli investigatori privati Patrick Kenzie e Angela Gennaro. È stato pubblicato nel 1997. Segue cronologicamente, e contiene molti riferimenti all'interno della trama ai due precedenti romanzi della serie, Un drink prima di uccidere e Buio prendimi per mano.

## Trama
Il romanzo è diviso in tre parti intitolate: Liberarsi dal dolore, A sud del confine, A prova di errore.
Il romanzo inizia cinque mesi dopo le vicende narrate nel precedente libro della serie, Buio prendimi per mano, periodo nel quale i due investigatori non hanno accettato nessun altro caso, cercando di riprendersi dal dolore per la morte di Phil Dimassi, amico di Patrick ed ex marito di Angela.
Per un caso fortuito, i due scoprono di essere pedinati e decidono di scoprire di chi si tratta, ma il loro gioco si ritorce contro di loro e vengono catturati e portati alla residenza di Trevor Stone, un imprenditore molto potente di Boston. 
Il settantenne Trevor Stone appare loro come un uomo in punto di morte e orrendamente mutilato in viso. Egli racconta loro che tempo prima rimase vittima insieme alla moglie di un agguato, mentre rientrava in auto dal lavoro. Nella sparatoria seguente sua moglie perse la vita e lui rimase ferito. Durante le visite mediche seguenti, a Stone venne diagnosticato un cancro e pronosticati pochi mesi di vita.
Quello che Stone vuole da Patrick Kenzie e Angela Gennaro è che ritrovino sua figlia, Desiree, una ragazza di una bellezza incredibile scomparsa da qualche mese, a seguito, racconta Stone, di una depressione reattiva alla morte della madre, all'accidentale dipartita del fidanzato, annegato in un lago, e alla malattia dello stesso Trevor Stone. Del caso era già stato incaricato Jay Becker, l'investigatore mentore di Patrick Kenzie, che è scomparso dopo aver riferito a Trevor di aver quasi risolto il caso.
Spinti da un sentimento empatico nei confronti del dolore e del lutto dell'uomo, Patrick Kenzie e Angela Gennaro assumono il caso e iniziano a cercare Jay Becker e conseguentemente Desiree.
L'indagine li porta a ripercorrere le tracce di Becker, investigatore brillante e a scoprire che Desiree si sia rivolta a ad una società La Grief Release Inc. (Liberarsi dal dolore). I due entrano in contatto con la Società e si accorgono, grazie al furto di alcuni documenti, che gli scopi della Grief Release sono tutt'altro che onesti e che dietro la Grief Release Inc si nasconde la Chiesa della Verità e della Rivelazione, uno strano culto, i cui adepti, i Messaggeri, girano per la città a pubblicizzarne il messaggio. Questo li porta a scontrarsi con alcuni degli uomini della Società, e per tale motivo Patrick e Angie si rivolgono al loro amico di infanzia Ruprecht "Bubba" Rogowski, un criminale violento e dalla mente labile, ma non privo di un macabro senso dell'umorismo, che prova per i due un sentimento di pura amicizia.
Scoprono così che l'uomo che ha contattato Desiree e l'ha indirizzata verso la Grief Release Inc è Jeff Price e che in seguito è scomparso con due milioni di dollari della Società. L'unica debole traccia per ritrovarlo è un pagamento fatto con la carta di credito di Price a Tampa, in Florida, sebbene le possibilità di ritrovare Desiree viva diminuiscono ogni giorno che passa, visto che Price, grazie a lei, ha raggiunto il suo scopo di derubare la Grief Release.
La seconda parte del romanzo inizia con il viaggio di Patrick e Angie, insieme a due uomini di Trevor Stone, che Patrick e Angie seminano subito, verso Tampa per proseguire le ricerche di Desiree. L'indagine sembra ad un punto morto. Infatti pare che non vi sia traccia di Price o Desiree, né nessun crimine a parte l'affondamento di un carico di droga al largo delle coste e il ritrovamento di una donna uccisa con un colpo di fucile al volto, che, sebbene in un primo momento, faccia pensare a Desiree, è identificata in seguito come una prostituta della zona. Il caso si riapre quando per caso, Angie e Pat trovano la fotografia di Jay Becker pubblicata su un giornale. Il nome è diverso ma la fotografia è inequivocabile... Becker è in prigione per l'omicidio di un uomo in un motel appena fuori Tampa.
Dopo aver pagato la cauzione di Becker, egli racconta loro quello che successe dal momento della sua scomparsa. Becker è riuscito a ritrovare Desiree, e a scoprire che Price, tenutosi i soldi, l'ha abbandonata. Becker però non vuole riportare Desiree da suo padre perché, in realtà, questi l'ha incaricato di ucciderla. Desiree gli racconta una realtà molto diversa della natura del padre, descrivendo un uomo crudele, ossessivo e malvagio. I due, Backer e Desiree si innamorano, e tentano di vivere nascosti in Florida, finché per assicurare loro un futuro Desiree tenta di recuperare il denaro di Price rimanendo uccisa. (Il corpo descritto da Beckere è quello della presunta prostituta). Impazzito dal dolore, Becker insegue Price e lo uccide e per tale omicidio viene arrestato. Becker vuole ripartire alla volta di Boston per uccidere Stone, sebbene sia vicino alla morte, ma viene raggiunto da un agguato in cui perde la vita, insieme ai due uomini di Stone, uccisi da Patrick e Angie. Nella folla raccolta intorno al luogo della sparatoria, sia Patrick che Angie vedono Desiree.
Desiree è infatti viva e intenzionata a riprendersi un diario della madre, comprata da un anziano Trevor Stone, appena quattordicenne per diventare sua moglie. Patrick si accorda con lei per darle una mano. Desiree racconta a Patrick di una promessa riguardo al film A prova di errore, che ha fatto a Jay, grande amico e mentore di Patrick, poco prima di prendere l'aereo per tornare a Boston. Patrick realizza l'inganno in cui Desiree l'ha tratto.
Infatti, quel riferimento è un avvertimento concordato per caso anni prima tra Patrick e Jay Becker. Per cui chiunque avesse riferito a Patrick di quel film doveva essere considerato un elemento molto pericoloso e anche il responsabile della morte di Jay. Angie e Patrick ricostruiscono un quadro molto diverso da quello che tutti hanno raccontato loro. 
Desiree appare in fin dei conti capace di aver organizzato un piano estremamente complesso, in cui tutti, Price, Becker e gli stessi Patrick e Angie hanno un loro ruolo.
Tornati a Boston, tutto assume un chiaro disegno. Trevor Stone, tutt'altro che rassegnato alla fine, ha sviluppato un piano futuristico per farsi crioconservare fino a che non si trovi una cura per il cancro. Sua figlia, Desiree, vuole, con l'aiuto dell'avvocato, diventare l'esecutrice testamentaria del padre, che una volta ibernato, non sarà più in grado di decidere per l'uso del suo denaro.
La vicenda avrà il suo epilogo nella casa di Trevor Stone, dove Patrick e Angela lasceranno che i due malvagi familiari si fronteggino per la loro sopravvivenza.

## Citazioni
Il libro si apre con un riferimento al Vangelo di Matteo (7,6): «Non date le cose sante ai cani e non gettate le vostre perle davanti ai porci, perché non le calpestino con le loro zampe e poi si voltino per sbranarvi ».
Nell'epilogo del romanzo vengono inoltre citati i Sonetti di Shakespeare. In particolare il verso «il sospetto è l'ornamento di ogni cosa bella».

## Edizioni
- Dennis Lehane, Fuga dalla follia, collana Piemme Pocket, traduzione di Fabio Zucchella, Piemme, 2006, ISBN 978-88-384-3333-7.